# Заале-Гольцланд (район)
Заале-Гольцланд (нім. Saale-Holzland-Kreis) — район у Німеччині, у складі федеральної землі Тюрингія. Адміністративний центр — місто Айзенберг.

## Населення
Населення району становить 82 513 осіб (станом на 31 грудня 2021).

## Адміністративний поділ
Район складається з трьох міст і 64 громад (нім. Gemeinden), об'єднаних у 5 об'єднань громад (нім. Verwaltungsgemeinschaften), а також чотирьох міст і 22 громад, які до складу таких об'єднань не входять.
Дані про населення наведені станом на 31 грудня 2021.
| Самостійні міста: 1. Бюргель (3033), має підпорядковані громади: 1. Грайчен-бай-Бюргель (409) 2. Наусніц (75) 3. Поксдорф (90) 2. Айзенберг (10957), має підпорядковані громади: 1. Гайншпіц (654) 2. Гезен (206) 3. Мертендорф (140) 4. Петерсберг (284) 5. Раушвіц (211) 3. Кала (6806) 4. Штадтрода (6695), має підпорядковані громади: 1. Больберг (Невірний параметр metadata 16074006) 2. Квірла (Невірний параметр metadata 16074069) 3. Меккерн (106) 4. Руттерсдорф-Лочен (345) | Самостійні громади: 1. Бад-Клостерлаусніц (3389), має підпорядковані громади: 1. Альберсдорф (310) 2. Бобек (271) 3. Вайсенборн (1146) 4. Вальдек (221) 5. Зерба (699) 6. Таутенгайн (904) 7. Шайдіц (62) 8. Шенгляйна (534) 9. Шлебен (938) |

Об'єднання громад:
Зірочками (*) позначені центри об'єднань громад.
| - 1. Дорнбург-Камбург (10175) 1. Віхмар (220) 2. Дорнбург-Камбург (місто)* (5307) 3. Гайніхен (193) 4. Гольмсдорф (705) 5. Грослебіхау (717) 6. Єналебніц (155) 7. Лебершюц (151) 8. Лєестен (663) 9. Ноєнгенна (677) 10. Таутенбург (282) 11. Тіршнек (109) 12. Фрауенпрісніц (814) 13. Циммерн (182) - 2. Гайделанд-Ельстерталь-Шкелен (7693) 1. Вальпернгайн (170) 2. Гайделанд (1744) 3. Гартманнсдорф (670) 4. Зільбіц (627) 5. Кроссен-ан-дер-Ельстер * (1607) 6. Рауда (289) 7. Шкелен (місто) (2586) | - 3. Гермсдорф (11212) 1. Гермсдорф (місто)* (8227) 2. Занкт-Ганглофф (1169) 3. Мерсдорф (546) 4. Райхенбах (849) 5. Шляйфрайзен (421) - 4. Гюгелланд/Телер (4915) 1. Айнеборн (320) 2. Бремсніц (150) 3. Вальтерсдорф (145) 4. Вайсбах (127) 5. Гайзенгайн (197) 6. Гнойс (144) 7. Гросбоккедра (162) 8. Карлсдорф (111) 9. Кляйнбоккедра (32) 10. Клайнеберсдорф (180) 11. Ліпперсдорф-Ердманнсдорф (446) 12. Мойзебах (88) 13. Обербодніц (228) 14. Оттендорф (400) 15. Раттельсдорф (74) 16. Раусдорф (195) 17. Рентендорф (391) 18. Таутендорф (144) 19. Тісса (128) 20. Требніц * (459) 21. Троккенборн-Вольферсдорф (603) 22. Унтербодніц (191) | - 5. Зюдліхес-Заалеталь (10754) [Центр: Кала] 1. Айхенберг (368) 2. Альтенберга (747) 3. Бібра (268) 4. Буха (1155) 5. Гросойтерсдорф (280) 6. Гроспюршюц (372) 7. Гуммельсгайн (599) 8. Гумперда (390) 9. Зайтенрода (202) 10. Зульца (267) 11. Кляйнойтерсдорф (330) 12. Лаасдорф (553) 13. Ліндіг (226) 14. Мільда (725) 15. Орламюнде (місто) (1073) 16. Райнштедт (460) 17. Ротенштайн (1142) 18. Шепс (244) 19. Фраєнорла (319) 20. Цельніц (1034) |